# Mobirise
Construtor de sites Mobirise é um aplicativo Software gratuito Web designer, desenvolvido por Mobirise, que permite aos usuários criar e publicar Bootstrap sites, sem codificação.
Foi apresentado em Huffington Post, IDG, TechRadar, About.com e notado como uma alternativa off-line ao popular online website builders como Wix.com, Weebly, Jimdo, Webydo, Squarespace.

## História
A primeira versão beta 1.0 foi lançada em 19 de maio de 2015 focada no design web sem codificação e de conformidade com a atualização do Google  amigável para dispositivos móveis. Em 30 de setembro de 2015, foi lançada a versão 2.0, que adicionou menus suspensos, formulários de contato, animações, suporte para temas e extensões de terceiros. Desde a versão 3.0, adicionou alguns novos temas e extensões e suporte para Bootstrap 4.Em 16 de junho de 2017, lançou-se a versão 4.0, que apresentou o novo motor principal, a nova interface e o novo tema do site padrão. A última versão disponível é 4.12.3.